# متحف ترنوبل الإقليمي للفنون
متحف ترنوبل الإقليمي للفنون هو متحف يقع في الجزء الشمالي الأوسط من ترنوبل، أوكرانيا. تأسس في 1 مايو 1991 على أساس المعرض الفني السابق - قسم متحف الإثنوغرافيا الإقليمية. يهدف المتحف إلى البحث في المخزون، والتعليم (المحاضرات والرحلات)، والمعرض الفني، والعروض، والأعمال المنهجية والترميمية. تشمل مجموعة المتحف لوحات ورسومات ومنحوتات وفنون وحرف يدوية. من بين المعروضات أيقونات من القرن السابع عشر إلى القرن التاسع عشر، ومنحوتات ليوهان جورج بينسل وأنطون أوسينسكي. يعتمد المعرض الدائم على الترتيب التاريخي والتسلسل الزمني ويمثل فن أوكرانيا وأوروبا الغربية.

## تاريخ
متحف الفن له تاريخ طويل. يبدأ أصله من متحف بودولسكي الإقليمي، الذي افتتح في 13 أبريل 1913. كان مؤسس المتحف البروفيسور س. سوروكيفسكي. كما قام بإعداد أول دليل متحف. ومن بين المعروضات أعمال الرسم والنحت الاحترافي، والسجاد والتطريز، والعملات المعدنية، والوثائق الأصلية. دمر الروس خلال الحرب العالمية الأولى المجموعة.
رُمّم المبنى المدمر في عام 1925. كانت مجموعة المتحف ذات طابع إقليمي وتتألف من أربعة أقسام: الفن التاريخي والإثنوغرافي والحديث (الفنون والحرف اليدوية) والطبيعة.
القاعة الأولى مخصصة للفن الأوكراني وتنقسم إلى ثلاثة أقسام. الأول يمثل الرسم والنحت وفنون الجرافيك في غاليسيا من القرن السابع عشر والفن المقدس من القرن التاسع عشر إلى بداية القرن العشرين. هنا يمكن للمرء أن يرى الأعمال الأصلية للطراز الباروكي الأوكراني في منتصف القرن الثامن عشر: نقوش بارزة لليوهان جورج بينسل، والفنون التشكيلية الخشبية لأوسينسكي، والكتب المطبوعة القديمة.
يعرض القسم الثاني المواد المتعلقة بالعمل الإبداعي لرسامي المناظر الطبيعية الأوكرانية. وفي الصورة الأخيرة، توجد لوحات لفنانين ترتبط حياتهم أو أعمالهم الإبداعية بترنوبل.
في القاعة الثالثة يمكن للمرء أن يرى فنون الرسم في أوروبا الغربية التي قدمها متحف هيرميتاج (سانت بطرسبرغ، روسيا). تحظى روائع الفنانين الإيطاليين والألمان والفرنسيين باهتمام كبير. كما تحتل لوحات الفنانين البولنديين والروس مكانة بارزة في معرض المتحف.
في الرابعة - القاعة التذكارية لـد شدرا، المرمم الأول للمتحف. قدم 50 صورة له إلى المتحف. يمكن للمرء أن يرى بعضها في القاعة التذكارية.
افتتح المتحف للمرة الثانية في 9 نوفمبر 1930. في الوقت نفسه نشر دليل المتحف الثاني. جُددت محتويات المتحف من خلال العديد من الأعمال الفنية في أوروبا الغربية في القرنين السابع عشر والتاسع عشر من المجموعات المؤممة مثل كاونتس بوتوكي وكوزيبرودسكي.
بعد الحرب العالمية الثانية، استأنف المتحف عملياته في 15 يوليو 1945.
في أوائل الستينيات، قام المتحف بتجديد الرموز والكتب التاريخية والنقوش ونقوش بارزة لليوهان جورج بينسل. شكلت أعمال المتحف الإقليمي المجمعة أساس معرض فني افتتح في 6 مايو 978 في الكنيسة الدومينيكية السابقة. قدم متحف أوكرانيا الرائد وإدارة المعارض الفنية UUA (اتحاد الفنانين الأوكرانيين) مساعدة كبيرة في تنظيم المعرض الفني.
في الواقع، تأسس متحف ترنوبل الإقليمي للفنون في 1 مايو 1991، بناءً على معرض الفنون السابق، وهو أحد أقسام متحف الإثنوغرافيا الإقليمية. في الواقع، بدأ في 1 يونيو 1991.
افتتح المعرض الأول لأعمال أندرو باتريك (1919-1990) في 9 أغسطس في نفس العام (1991). وفي أكتوبر افتتح معرض الأعمال الفنية الأوكرانية والأجنبية التي لا تزال تعمل.

## النشاط والعروض
تضم مجموعة المتحف اعتبارًا من 1 يناير 2009 8011 معروضًا بما في ذلك اللوحات - 765 والرسومات - 6965 والمنحوتات - 140 والفنون والحرف اليدوية - 141. يعتمد المعرض الدائم على الترتيب التاريخي والتسلسل الزمني ويمثل فن أوكرانيا وأوروبا الغربية.
من بين معروضات الفن الأوكراني أيقونات من القرن السابع عشر إلى القرن التاسع عشر،منحوتات ليوهان جورج بينسل وأنطون أوسينسكي، وصور، وكتب تاريخية مع نقوش من القرن الثامن عشر.
ديونيزي شولدرا مرمم المتحف الشهير والفنان من نيويورك الذي ولد في ترنوبل، وعمل في متحف الفن خلال 1993-1995. منح للمتحف 50 لوحة وأرسى أساس حالة الترميم.
افتتح سبتمبر 1998 القاعة التذكارية دي شولدري، التي تعرض الأعمال والصور والوثائق وأدوات الترميم والمواد والأشياء الشخصية للفنان.
1. ↑  karpaty.info. "Art Museum — Ternopil". www.karpaty.info (بالإنجليزية). Archived from the original on 2023-03-09. Retrieved 2021-01-28.